# Esclave !
Esclave ! est un roman écrit par Pascale Maret et illustré par Philippe Munch, publié en France aux éditions Milan en 2003. Il parle du commerce triangulaire, du point de vue d'une jeune fille devenue esclave.

## Résumé
Le roman narre l'histoire d'une jeune noire enlevée de son continent d'origine, et de ses parents, l'Afrique, pour aller travailler en tant qu'esclave en Amérique. Elle est vendue sur un marché du Venezuela puis renommée Ana par ses maîtres. Elle cherche à s'acclimater à sa nouvelle vie, mais par jalousie elle est accusée d'une faute qu'elle n'a pas commise. Fouettée et humiliée, elle décide de fuir pour retrouver la liberté....

## Récompense
Esclaves ! a reçu le prix des enfants du livre au festival du livre de Saint-Orens en 2004.

## Éditions
Édition petit format : Milan, Collection Milan Poche Junior/Aventure, 2003  (ISBN 2-7459-0875-8).